# Synodus mundyi
Synodus mundyi är en fiskart som beskrevs av Randall 2009. Synodus mundyi ingår i släktet Synodus och familjen Synodontidae. Inga underarter finns listade i Catalogue of Life.